# 韋斯尼揚卡 (格尼奇斯克區)
46°9′48″N 34°30′59″E / 46.16333°N 34.51639°E
韋斯尼揚卡（烏克蘭語：Веснянка）是位於烏克蘭南部的村莊，由赫爾松州海尼切斯克區的海尼切斯克市镇負責管轄。該村始建於1930年，面積57.4平方公里，海拔高度4米，2001年人口133，人口密度每平方公里2.32人。